# Ördögkút község
Ördögkút község (románul: Comuna Treznea) község Szilágy megyében, Romániában. Központja Ördögkút, hozzá tartozik Szentpéterfalva.

## Népessége
A 2011-es népszámlálás adatai alapján a község népessége 947 fő volt.

## Története
1995-ben vált ki Ördögkút-Felsőegregy községből és vált önálló községgé.